# Lake Arthur Estates
Lake Arthur Estates es un lugar designado por el censo ubicado en el condado de Butler en el estado estadounidense de Pensilvania. En el Censo de 2010 tenía una población de 594 habitantes y una densidad poblacional de 559,24 personas por km².

## Geografía
Lake Arthur Estates se encuentra ubicado en las coordenadas 40°57′42″N 80°8′54″O / 40.96167, -80.14833. Según la Oficina del Censo de los Estados Unidos, Lake Arthur Estates tiene una superficie total de 1.71 km², de la cual 1.71 km² corresponden a tierra firme y (0%) 0 km² es agua.

## Demografía
Según el censo de 2010, había 594 personas residiendo en Lake Arthur Estates. La densidad de población era de 559,24 hab./km². De los 594 habitantes, Lake Arthur Estates estaba compuesto por el 98.32% blancos, el 0% eran afroamericanos, el 0.51% eran amerindios, el 0% eran asiáticos, el 0% eran isleños del Pacífico, el 0% eran de otras razas y el 1.18% pertenecían a dos o más razas. Del total de la población el 1.01% eran hispanos o latinos de cualquier raza.